# César Albiñana García-Quintana
César Albiñana García-Quintana (Alar del Rey, Palencia, 17 de octubre de 1920 - Madrid, 12 de marzo de 2007) fue un jurista español que inició su carrera en el seno de la Administración Tributaria como inspector de finanzas y de servicios del Ministerio de Hacienda. Posteriormente llegó a ocupar los cargos de secretario general técnico de ese Departamento, de director general de inspección financiera tributaria y de director del Instituto de Estudios Fiscales. Fue autor de más de 50 obras y 3000 artículos, publicados en revistas técnicas y científicas sobre materias jurídicas y, en especial, tributarias.

## Galardones
Su relevante carrera profesional se vio reconocida con distintos premios y condecoraciones. Académico de la Real Academia de Jurisprudencia y Legislación, tenía en su haber las grandes Cruces de la Orden Civil y de Alfonso X El Sabio, entre otras altas distinciones. Así mismo fue nombrado académico de la Institución Tello Téllez de Meneses el 6 de marzo de 1992. En diciembre de 2003 recibió la Condecoración por Méritos del Ministerio de Hacienda, que le fue otorgada el pasado mes de noviembre cuando Mi Cartera de Inversión le concedió el Premio al Fomento de la Cultura Económica.
César Albiñana-García Quintana ha sido un reconocido jurista español en materia de Derecho Financiero y Tributario, con una dilatada carrera profesional y docente a sus espaldas, en la que destaca su participación en los anteproyectos de Ley General Tributaria de 1963 y la Ley General Presupuestaria de 1976, o su intervención en las comisiones preparatorias para la implantación del IVA o la organización del Tribunal de Cuentas.

## Actividad Docente
Fue catedrático, más adelante emérito, de la Universidad San Pablo CEU, así como profesor de Sistema Tributario Español y Comparado en la Facultad de Ciencias Económicas y Empresariales de la Universidad Complutense de Madrid, en CUNEFF y en el Centro de Estudios Bursátiles. En sus últimos años de vida impartió clases de doctorado en la Universidad Pontificia Comillas.
A pesar de su edad, siguió ejerciendo su profesión como consultor, asesorando en materia financiera y tributaria, así como colaborando con numerosos medios de comunicación.